# La Fàbrica (Benissanet)
La Fàbrica és una obra de Benissanet (Ribera d'Ebre) inclosa a l'Inventari del Patrimoni Arquitectònic de Catalunya.

## Descripció
Situada al nord del nucli urbà de la població de Benissanet, sortint del nucli urbà per la carretera a Móra d'Ebre (T-324), a la banda esquerra d'aquesta via. Edifici aïllat de planta rectangular format per dos grans cossos adossats, amb les cobertes de dos vessants de teula i distribuïts en una sola planta. Les finestres són rectangulars, amb els emmarcaments en relleu arrebossats i pintats, i les llindes apuntades. En canvi, els portals són d'arc rebaixat i grans dimensions amb el mateix tipus d'emmarcament. Adossat a la part posterior de l'edifici hi ha un petit cos rectangular amb la coberta plana utilitzada com a terrat. L'element més destacable és la torre. És de planta quadrada, amb la coberta de teula de dos vessants. Les úniques finestres, situades a la part superior de l'estructura, són de mida petita i d'obertura apuntada. A la part posterior de l'edifici, aïllada, es conserva una xemeneia circular bastida amb maons, assentada damunt d'un basament de planta quadrada decorat i amb cornisa motllurada. La construcció està arrebossada i pintada.

## Història
Antiga fàbrica d'alcohol reconvertida vers l'any 2004 en magatzem industrial.